# Brachioppiella higginsi
Brachioppiella higginsi är en kvalsterart som först beskrevs av Hammer 1968.  Brachioppiella higginsi ingår i släktet Brachioppiella och familjen Oppiidae. Inga underarter finns listade.